# 24時間戦えますか
24時間戦えますか（にじゅうよじかんたたかえますか）は、三共の栄養ドリンク『リゲイン』がかつて使用していたキャッチコピーである。厳密には「24時間、戦エマスカ。」と表記。同製品のCMソング「勇気のしるし」の作中でも歌詞として使用された。
この言葉は1989年の自由国民社・第6回新語・流行語大賞で流行語部門・銅賞を受賞している。

## 概要
この言葉は1980年代以降の日本を象徴する言葉であった。欧米に追いつけ負い越せを合言葉にして発展して行き、そして国際統計では頂点に立つことができて、こうなろうともこの志向は変わらずに頂点に立ち付けていた時期の日本で広まった言葉であった。だがそれと同時に当時の日本では多くの過労死が発生し、1988年には弁護士たちが過労死110番を立ち上げると同時に過労死という言葉が広まっていく。そして当時の弁護士たちが推計した年間の過労死というのは約1万人であり、これは交通事故で死亡する人数に匹敵する数字であった。24時間戦えますかという言葉はこのような過労死という異常な出来事が多く発生していた時期の日本で広まった言葉であり、その過労死の元凶である日本の企業の異常さを示す言葉であった。
バブル経済絶頂期で昭和の価値観が色濃く残っていた平成初期に流行った言葉であった。だが2018年の日経クロストレンドの記事によると、2018年時点はバブル崩壊からの時代で、働き方改革が叫ばれて、ブラック企業という言葉も存在しており、「24時間戦えますか」というのは死語になったとのこと。「24時間戦えますか」という言葉が広まっていた時代から30年を経てからの日本でも、あの時代と同じように長時間労働が常態化している企業というのはブラック企業という形になっている。この言葉が流行った時代にはワーク・ライフ・バランスという言葉は知られておらず、長時間労働というのは良くないものであるという意識も希薄であった。長時間バリバリ働くのがかっこいいという感覚であったのだが、これは古いものとなっていくのである。
なお、三共によれば「24時間戦えますか」とは24時間働くという意味ではなく、「オンとオフを使い分けて戦おう」というメッセージを込めたものであった。